# Pantone Matching System

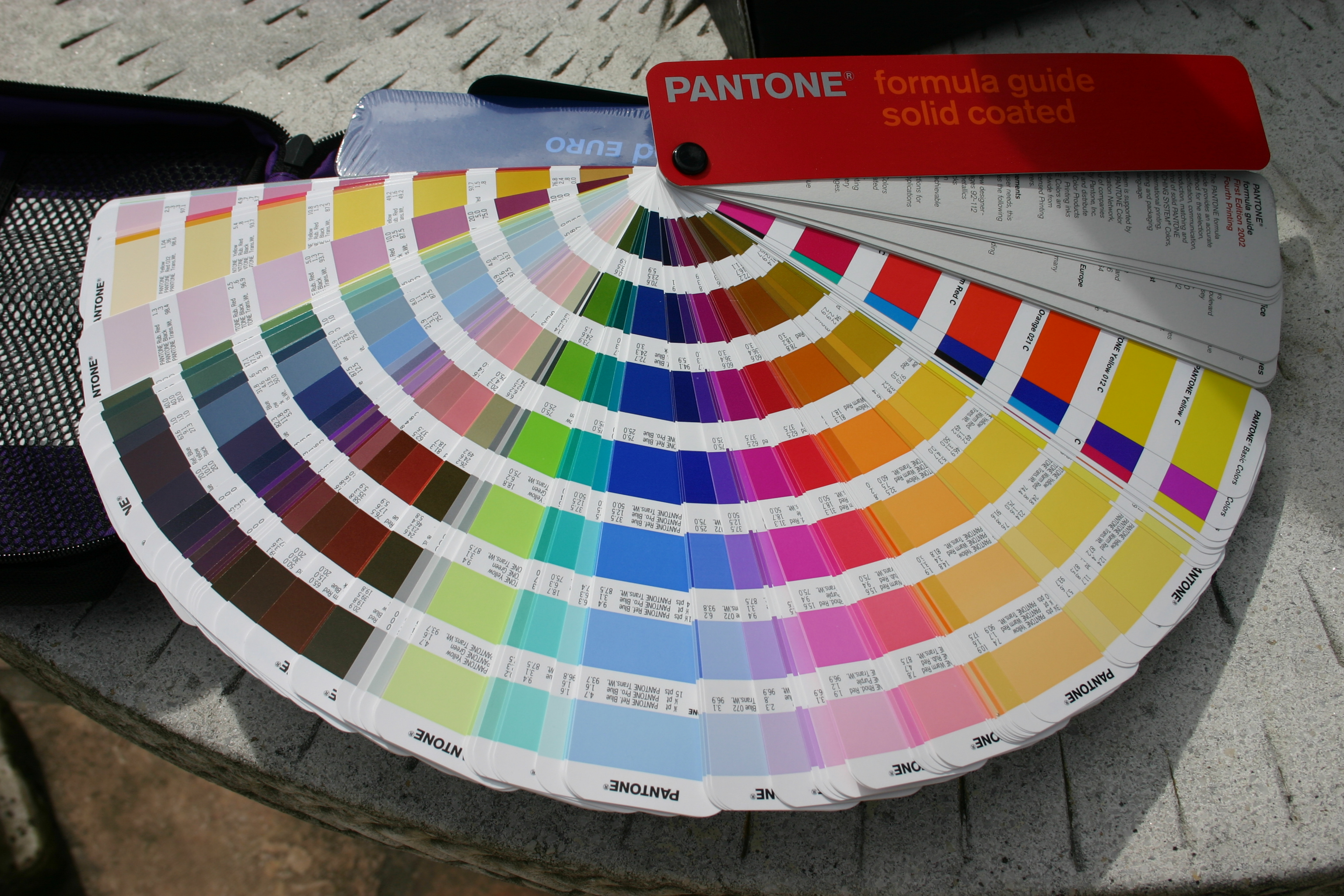
Farbfächer Pantone Formula Guide solid coated

Pantone Matching System (PMS) ([ˈpæntoʊn]), Kunstwort aus pân (altgriechisch πᾶν, „alles [umfassend]“) und tónos (τόνος, u. a. „Farbton“) bzw. daraus tone (englisch „Farbton“) ist der Name eines international verbreiteten Farbsystems, das hauptsächlich in der Grafik- und Druckindustrie eingesetzt wird.
Es wurde 1963 von der Pantone LLC, einem amerikanischen Unternehmen mit Sitz in Carlstadt, New Jersey, entwickelt.
Das PMS enthält 2161 Sonderfarben (Stand 2022), die größtenteils nicht im Vierfarbdruck erzielt werden können, und ordnet diesen Farben Bezeichnungen in Form von Nummern zu.
Wie bei jedem Farbsystem steht dahinter die Absicht, die Kommunikation zwischen den an der Erstellung von Druckprodukten Beteiligten zu vereinfachen, da der Informationsaustausch mithilfe der Pantone-Farbnummern weltweit schnell und unabhängig von der individuellen Farbwahrnehmung erfolgen kann.

## Pantone LLC
Das Unternehmen Pantone fertigte ursprünglich Farbkarten für die Kosmetik- und Modebranche an. Lawrence Herbert, der seit 1956 Angestellter des Unternehmens war, kaufte 1962 die Firma und begann mit der Entwicklung eines eigenen Systems zur Farbauswahl, das er 1963 als Pantone Matching System auf den Markt brachte. Aufgrund mehrerer Farbenhersteller, die die Farbtöne anboten, sowie namhafter Softwarehäuser (Adobe Inc., Corel Corporation und andere), die das System in ihre Produkte integrierten, entwickelte sich das kleine Familienunternehmen in den darauffolgenden Jahrzehnten zu einem Global Player der Farbenbranche. 2007 wurde Pantone für 180 Millionen US-Dollar von X-Rite, einem Hersteller von Farbmesstechnik, übernommen.
Pantone bezeichnet sich als „Marktführer im Segment der Farbkommunikation und -technologie für die Grafik- und Designbranche, das Verlags- und Druckwesen sowie die Textil- und Kunststoffindustrie.“ Nach eigenen Angaben ist Pantone in über 100 Ländern tätig und hat über 1000 Lizenznehmer. Das Unternehmen bezeichnet das Pantone Matching System als sein „Flaggschiff“.

## Pantone Matching System
Pantone bietet verschiedene Farbsysteme an. Das Bekannteste ist das System für den grafischen Bereich. Hier unterscheidet man nach „Kernfarben“, „Pastell- und Neonfarben“ sowie „Metallicfarben“.
Das Pantone Matching System beruht auf 18 Basisfarben, die in verschiedenen Farbanteilen miteinander gemischt alle weiteren Farben des Systems ergeben. Präsentiert werden die Farben in Fächerform (die Pantone Formula Guides) und Ringbuchform (Pantone Solid Chips Books), gedruckt auf zwei unterschiedlichen Papiersorten: glänzend gestrichen (coated) und ungestrichen (uncoated). Es gab bis vor einigen Jahren noch eine Version M = „matte“. Diese wurde von Pantone jedoch nicht weitergeführt. Das verwendete Papier ist 148 g/m² für gestrichen und 118 g/m² für ungestrichen.
Im Pantone-Fächer sind unter den Farbfeldern die jeweiligen Farbrezepturen angegeben. Für den Druck auf die verschiedenen Papiersorten wird jeweils dieselbe Farbrezeptur verwendet. Ziel bei der Erstellung des Pantone Matching System war es nicht, ein einheitliches Erscheinungsbild der Farben unabhängig vom Bedruckstoff zu erreichen, sondern den jeweiligen Farbeindruck der Pantone-Farben in Abhängigkeit vom Bedruckstoff darzustellen. Dieser Farbeindruck kann abhängig von der Oberflächenbeschaffenheit des Papiers z. T. erheblich variieren. Aus diesem Grund sind Pantone-Sonderfarben nicht nur mit einem Nummerncode, sondern immer auch mit dem entsprechenden Kürzel für die verwendete Papiersorte (C = coated/gestrichen, U = uncoated/ungestrichen) definiert.
Das Pantone Matching System hat sich weltweit in der Design- und Druckbranche etabliert. Mitbewerber wie das deutsche HKS-System haben hingegen meist eine regional begrenzte Verbreitung.

## Pantone Plus Series
Im Mai 2010 wurde eine aktualisierte Version des Pantone Matching Systems, die Pantone Plus Series, auf den Markt gebracht. Diese wurden 2010 im ersten Schritt um 224 neue Farben, später mit einem separaten „+336“-Ergänzungsfächer um weitere 336 Farben erweitert und 2012 mit der 50th Anniversary Edition erstmals um alle 560 neuen Farben erweitert. Um die weiteren 336 Farben anzumischen, wurde das Pantone System von bislang 14 Basisfarben um vier auf nun 18 Basisfarben erweitert: Pantone Bright Red, Pantone Pink, Pantone Medium Purple und Pantone Dark Blue.
Die schrittweise Erweiterung um Pantone-Plus-Farben und Pantone-Basisfarben wurde mangelhaft kommuniziert, so dass derzeit zwei Pantone-Plus-Fächer mit unterschiedlicher Farbanzahl erhältlich sind: der erste Fächer „Pantone Plus“ von 2010 und der Fächer „Pantone 50th Anniversary Edition“ von 2012 mit allen 560 neuen Farben und den vier neuen Basisfarben. Da die „+336“-Ergänzung von Händlern und Kunden nicht wahrgenommen wurde, ist vielen Pantone-Anwendern nicht klar, dass es zwei Pantone-Plus-Editionen gibt. Auch Hersteller wie Adobe oder EFI reklamieren eine Pantone-Plus-Unterstützung, haben aber lediglich den unvollständigen Pantone-Plus-Fächer von 2010 integriert. Alle weiteren 336 Farben mit den Farbnamen von 2001 bis 2336 sind selbst in der Adobe Creative Cloud derzeit nicht verfügbar. Aus diesem Grund veröffentlichte Pantone die PANTONE Color Manager Software, ein Aktualisierungstool zur Einbindung der +336 Farben in aktuelle Softwareumgebungen wie die Adobe CC Palette. Es wird als Download neuen Pantone-Plus-Fächern mitgeliefert.
Der Pantone-Plus-Fächer wurde auch um einen an die UGRA-Metameriekarte angelehnten Umgebungslichtindikator ergänzt, der dem Betrachter anzeigen soll, inwieweit das Umgebungslicht der Normlichtart D50 (Farbtemperatur von 5000 K) entspricht. Der Farbtemperaturindikator ist wie der der UGRA nicht zur wirklichen Überprüfung von D50 geeignet, aber er zeigt, dass z. B. Glühlampen und normale Leuchtstofflampen nicht zur Bewertung von Farbtönen und Proofs geeignet sind.
Der Aufbau des Pantone-Fächers wurde ebenfalls überarbeitet: Erfolgte die Einordnung bis dahin aufsteigend nach Farbcodes, sind die einzelnen Farbfelder nun farblich sortiert. Dadurch sind bestimmte Farben visuell leichter auffindbar, was die Handhabung des Farbfächers in der Praxis vereinfacht. Umgekehrt lassen sich definierte Pantone-Farbcodierungen anhand des Inhaltsverzeichnisses am Ende des Fächers auffinden. Bestehende Farbcodierungen und Farbrezepturen haben sich im Vergleich zum Pantone Matching System nicht verändert. Lediglich die aus 2012 stammenden weiteren „+336“-Pantone-Plus-Farben benötigen die oben angeführten weiteren vier Basisfarben zur Anmischung.

## Pantone-Sonderfarben und Vierfarbdruck
Das Pantone Matching System erweitert den im herkömmlichen Vierfarbdruck erreichbaren Farbraum. Im Vierfarbdruck werden die vier Grundfarben Cyan, Magenta, Yellow und Key (= Black) verwendet und durch den Druck einzelner Rasterpunkte in den Grundfarben entstehen alle weiteren Farbeindrücke. Pantone-Farben werden hingegen als eigenständige Druckfarbe (Sonderfarben) in einem eigenen Druckgang gedruckt, normalerweise flächig als Volltöne.
Die meisten Farben aus dem Pantone Matching System sind nicht im Vierfarbdruck-Gamut darstellbar; die Farben, die doch in CMYK erzielt werden können, sind in den Farbfächern mit einem Symbol gekennzeichnet. Ein weiteres Symbol zeigt an, dass sich die betreffende Farbe im RGB-Farbraum darstellen lässt.

## Verwendung von Pantone-Sonderfarben
Unternehmen setzen Pantone-Sonderfarben häufig im Bereich Corporate Design ein, um Marken- und Firmenlogos einen weltweit einheitlichen Wiedererkennungswert zu verleihen.
Beispielsweise verwenden Nivea mit 280 C, Puma mit 485 C, Lufthansa mit 1235 C, Starbucks mit 3425 C und GAP mit 655 C Farben aus dem Pantone Matching System als Erkennungsmerkmal. Für die Milka-Produkte von Mondelēz International wurde sogar eine eigene Pantone-Farbe erstellt: eine Sonderfarbe zwischen zwei Nummern des Pantone-Farbfächers. Der Konzern hat für dieses Lila eine Farbmarke beim deutschen Patentamt und bei der europäischen Patentorganisation eintragen lassen sowie über die Registrierung bei der WIPO (World Intellectual Property Organization) in Genf einen weltweiten Schutz dieser Farbmarke erreicht.
Zudem werden Pantone-Farben auch dazu verwendet, Farben von Flaggen zu definieren. So wird für die Europaflagge als Blauton Pantone Reflex Blue und für die Sterne Pantone Yellow benutzt. Beides sind PMS-Basisfarben.

## Kritik am Pantone-Farbsystem
- Die PMS-Farbtöne sind aus den 18 Basisfarben anzumischen. Laut der Mischrezepturen sind häufig Promille-Anteile notwendig, was bei kleineren Farbmengen kaum einzuhalten ist.
- In der Praxis des Offsetdrucks wird eine exakte Übereinstimmung mit den Fächerfarben oft nicht erreicht. Ursache dafür ist, dass Pantone-Druckfarben lichtdurchlässige Farben sind, die vom Bedruckstoff aufgenommen werden, der den Farbeindruck beeinflusst. Im Gegensatz hierzu besteht bei Lackfächern und solchen für Wandfarben (z. B. RAL, NCS, Brillux, Caparol und andere) eine vollständige Abdeckung des Bedruckstoffs, daher Bedruckstoff-Unabhängigkeit und höhere Genauigkeit.
- Nach mehreren Überarbeitungen existiert die Pantone-Farbsammlung in mehreren Varianten („Pantone Plus“). Auch die Softwareintegration der „Pantone-Plus-Farbliste“ in der Adobe Creative Cloud unterschied sich lange Zeit von den jeweiligen Pantone-Plus-Fächern.
- Das PMS ist weniger ein Farbsystem als vielmehr eine Sammlung von 1755 Farbtönen, denen eine Systematik fehlt. Die Farbtöne im Fächer sind chromatisch und in Aufhellungsreihen sortiert, allerdings nicht einheitlich-systematisch.
- Pantone-Farbnamen unterliegen keinen Zahlenbeziehungen wie bei anderen Farbsystemen: RGB, CMYK, L*a*b*, HSL/HSV. Zu den Farbräumen bestehen so keine Verbindungen der Farbnamen, vielmehr sind Farbzahlen nicht aus dem System definiert. Auch innerhalb des Systems besteht keine nachvollziehbare Beziehung zwischen den Farben. Folglich müssen Farbreihen (Helligkeits-, Sättigungs-, Farbübergänge) und Farbkontraste von Hand ermittelt werden.
- Zwar werden im aktuellen Pantone Color Bridge Fächer RGB-, Hex- und CMYK-Farbwerte genannt, mit denen die jeweilige Farbe (sofern in RGB/CMYK möglich) nachgestellt werden kann, nicht aber die CIELAB-Farbwerte, die eine Farbe ausgabeneutral und nicht auf einen Gamut beschränkt definieren, und die dem Anspruch an Farbkommunikation daher gerechter würden.
- Pantone verfolgt einen strengen urheber- und markenrechtlichen Schutzgedanken. In jedem Fächer findet sich die Formulierung: „… any cross-refencing, in whole or in part, to any PANTONE Color System, including, but not limited to, the PANTONE Numbers and PANTONE Colors, by third parties, may be a violation of Pantone, Inc.’s proprietary rights and is strictly prohibited.“ Farbwerte- und Vergleichstabellen zu anderen Systemen existieren daher weder von Pantone noch von Dritten in nennenswerter Form. Folge ist, dass man PMS- und Vergleichsfarben anhand der Fächer von Hand abgleichen muss, sobald man Pantone-Farben in anderen als den unterstützten Bereichen (z. B. im Lackfarben- oder Baubereich) oder mit anderen Farbsystemen umsetzen möchte.
- Auch die Preis- und Produktpolitik mit diversen Reihen und Systemen, die z. T. nach wenigen Jahren wieder eingestellt wurden (GOE, Hexachrome), findet Kritik.

## Weitere Farbsysteme von Pantone
Da Farben nicht nur im grafischen Gewerbe eine wichtige Rolle spielen, entwickelte Pantone im Laufe der Zeit weitere Farbsysteme. Eines davon dient zur Spezifikation und Kommunikation von Textilfarben (Pantone Fashion + Home), das andere bietet Farben in Form von transparenten und opaken Plastikchips (Pantone Plastics). Beide Systeme verfügen über eigene Farbcodierungen.
Zusätzlich zu den genannten gedruckten Farbreferenzen bietet die Firma Pantone weiteres Zubehör für die Arbeit mit Farben an, zu diesem Angebot gehören Software und Geräte zur Identifikation von Farben und Geräte zur Monitorkalibrierung.

## Farbe des Jahres
Das Pantone Farb-Institut wählt seit 2000 einen Farbton als Farbe des Jahres aus. Die Farben werden aus der Palette der 1963 eingeführten 14 Grundfarben und deren Mischungen ausgewählt. Die Wahl aus dem Pantone-System erfolgt nach Überlegungen zum Zeiteindruck des jeweiligen Jahres.
Die Auswahl soll beispielsweise Modefirmen als Inspiration dienen. Mit der „Pantone Color of the Year“ wird Einfluss auf die Produktentwicklung in zahlreichen Branchen, wie Mode, Inneneinrichtung und industrielles Produktdesign oder auch Produktverpackung und Grafikdesign genommen. Es werden Farbtrends aus der Unterhaltungs- und Filmbranche, aus Kunstsammlungen und Werken neuer Künstler, der Mode und im sozioökonomischen Umfeld bewertet und einbezogen.
Bestimmt wird die Farbe von einem zehnköpfigen Team, dessen Mitglieder aber anonym bleiben sollen und verschiedene kulturelle, geografische und designtechnische Hintergründe haben. Dieses Team macht Vorschläge und hält sie in sogenannten „mood boards“ fest, Paletten, die aus Stofffetzen, Schnappschüssen, ausgerissenen Anzeigen aus Modemagazinen bestehen können. Daraus wird unter der Aufsicht von Leatrice Eiseman eine Auswahl erstellt, aus der dann wiederum die Farbe des Jahres gewählt wird.

### Übersicht nach Jahren
- Cerulean Blue (2000)
- Fuchsia Rose (2001)
- True Red (2002)
- Aqua Sky (2003)
- Tigerlily (2004)
- Blue Turquoise (2005)
- Sand Dollar (2006)
- Chili Pepper (2007)
- Blue Iris (2008)
- Mimosa (2009)
- Turquoise (2010)
- Honeysuckle (2011)
- Tangerine Tango (2012)
- Emerald (2013)
- Radiant Orchid (2014)
- Marsala (2015)
- Serenity sowie Rose Quartz (2016)
- Greenery (2017)
- Ultra Violet (2018)
- Living Coral (2019)
- Classic Blue (2020)
- Illuminating sowie Ultimate Grey (2021)
- Very Peri (2022)
- Viva Magenta (2023)
- Peach Fuzz (2024)
- Mocha Mousse (2025)[12]

## Lizenzstreit mit Adobe
Weil sich die Unternehmen Adobe und Pantone nicht einigen konnten, werden ab Ende Oktober/Anfang November 2022 beim Öffnen von PSD-Bilddateien mit Adobe Photoshop einige der Farben von Pantone in Schwarz umgewandelt. Pantone verlangt von den Nutzern eine Gebühr von 21 USD pro Monat für diese Farben.